# Panorpodes brevicaudatus
Panorpodes brevicaudatus är en näbbsländeart som först beskrevs av Hua 1998.  Panorpodes brevicaudatus ingår i släktet Panorpodes och familjen Panorpodidae. Inga underarter finns listade i Catalogue of Life.